# Partito per la Vita Libera in Kurdistan
Il Partito della Vita Libera in Kurdistan (in curdo Partiya Jiyana Azad a Kurdistanê‎, PJAK) è un partito politico clandestino e un'organizzazione rivoluzionaria del Kurdistan iraniano fondato nel 2004.
È il partito gemello del Partito dei Lavoratori del Kurdistan operante in Turchia ed in Iraq e fa parte dell'Unione delle Comunità del Kurdistan.
Dal 2004 il PJAK è in lotta armata con la Repubblica Islamica dell'Iran.